# Max E.H. Grütter
Max E.H. Grütter ( 1865 - ? ) fue un botánico, y briólogo alemán.
- La abreviatura «Grütter o Gruetter» se emplea para indicar a Max E.H. Grütter como autoridad en la descripción y clasificación científica de los vegetales.[1]